# Théorème de Schur-Zassenhaus
En mathématiques, et plus précisément en théorie des groupes, le théorème de Schur-Zassenhaus, dû à Issai Schur et à Hans Julius Zassenhaus,  est un théorème concernant les compléments de certains sous-groupes des groupes finis.

## Énoncé du théorème
Théorème de Schur-Zassenhaus — Soit G un groupe fini et H un sous-groupe de Hall distingué de G ;  H admet un complément dans G (c'est-à-dire qu'il existe un sous-groupe K de G tel que G  = HK et H ⋂ K  = 1).
Puisque H est supposé distingué dans G, le théorème revient à dire que, sous les hypothèses en question, G est produit semi-direct interne de H par un sous-groupe de G. Ce théorème, démontré par Schur dans le cas particulier où H est cyclique, fut généralisé à un sous-groupe de Hall distingué quelconque par Zassenhaus en 1937,.
On prouve par des moyens relativement élémentaires que si les hypothèses du théorème général sont satisfaites et qu'un au moins des deux groupes H et G/H est résoluble, tous les compléments de H dans G sont conjugués dans G. En fait, puisque H est un sous-groupe de Hall de G, les ordres de G et de G/H sont premiers entre eux, donc un au moins de ces ordres est impair, donc, d'après le théorème de Feit-Thompson (qui ne se démontre qu'à un stade beaucoup plus avancé de la théorie), un au moins des deux groupes H et G/H est résoluble. On peut donc éliminer l'hypothèse supplémentaire et énoncer le théorème suivant : si G est un groupe fini et H un sous-groupe de Hall distingué de G, tous les compléments de H dans G sont conjugués dans G.
Le théorème de Schur-Zassenhaus sert par exemple à démontrer ce théorème de Philip Hall : si G est un groupe résoluble fini, si d est un diviseur de l'ordre |G| de G tel que d et |G|/d soient premiers entre eux, si A est un sous-groupe de G dont l'ordre divise d, alors il existe un sous-groupe d'ordre d de G qui contient A.